# Промысловый (Астраханская область)
Промысловый — посёлок в Енотаевском районе Астраханской области России. Входит в состав Табун-Аральского сельсовета.
Находится вблизи места впадения протоки Енотаевка в основное русло реки Волги и, примерно в 38 км к юго-востоку от села Енотаевка, административного центра района, на высоте 10 метров ниже уровня моря.

## Население
| 2002 | 2010 |
| ---- | ---- |
| 45   | ↘41  |

По данным Всероссийской переписи, в 2010 году численность населения посёлка составляла 41 человека (26 мужчин и 15 женщин).
| Национальность | Численность (2010) | Процент |
| -------------- | ------------------ | ------- |
| Русские        | 22                 | 44,9%   |
| Кумыки         | 10                 | 20,4%   |
| Аварцы         | 8                  | 16,3%   |
| Даргинцы       | 6                  | 12,2%   |
| Калмыки        | 3                  | 6,1%    |
| Всего          | 49                 | 100%    |

## Улицы
Уличная сеть посёлка состоит из одной улицы (ул. Нагорная).